# Suki Seokyeong Kang
Suki Seokyeong Kang, en coreano, 강서경, (Seúl, 1977-27 de abril de 2025)  fue una artista visual surcoreana afincada en Seúl. La obra de Kang toca la pintura, la escultura, la performance, el video y la instalación. Inspirada en las tradiciones culturales de Corea, así como en los discursos artísticos y literarios contemporáneos. Kang decodifica las reglas y los valores que rigen estas disciplinas, recurriendo a los lenguajes artísticos del pasado para construir una lente contextual a través de la cual explora la noción de individualidad y libertad en el momento presente.

## Vida
Kang nació en Seúl, Corea del Sur. Estudió pintura oriental en la Universidad de Mujeres Ewha y pintura en el Royal College of Art de Londres. Fue profesora de pintura coreana en la Universidad Ewha Womans.

## Obra y temas
La práctica de Kang se basaba, en su formación inicial, en la pintura tradicional coreana. En sus obras, adoptó la disposición filosófica de los pintores de la era Chosun, que pretendían transmitir sus propias observaciones e interpretaciones de la historia a través de la poesía, la escritura y las artes visuales.
El trabajo multimedia de Kang consistía a menudo en instalaciones inmersivas. Su proyecto de 2017 Black Mat Oriole incorpora escultura, pintura y video. Los colores de los objetos de la instalación se basan en los colores de sus pinturas. El trabajo también incluye a artistas que cargan y acomodan objetos, se sientan y arrastran sus cuerpos por el suelo.
Todas las instalaciones de Kang incluían objetos que la artista y cualquier persona media pueden levantar, y tienen tamaños y pesos que son, como máximo, del tamaño de un cuerpo humano estándar. Esta técnica ha sido un catalizador para transmitir temas relacionados con su trabajo. Por ejemplo, la forma de la escultura Grandmother Tower se inspiró en la postura de su abuela. También incorporó esteras tradicionales de caña tejidas a mano que había encargado.
Entre los temas del trabajo de Kang se encuentra la unión de los individuos, cómo forman una comunidad y experimentan sus propias historias. También se inspiraba en la poesía y la danza clásicas coreanas. Su trabajo de instalaciones exploraba conceptos relacionados con las cuadrículas y su estética, y cómo se organizan los objetos dentro de una habitación. Su estilo tenía influencia de Jeongganbo, una forma de notación musical coreana.
Kang tenía su estudio en Seochon, un barrio de Seúl y realizaba una pintura de gouache cada día como parte de su trabajo.

## Historia de la exposición
Las exposiciones individuales y colectivas seleccionadas de Suki Seokyeong Kang incluyen la 58.ª Bienal de Venecia (2019); MUDAM Luxemburgo (2019):  Museo de Arte de Seúl (2019);  Bienal de Liverpool (2018); 12.ª Bienal de Shanghái (2018); Museo de Arte de San José (2018); Instituto de Arte Contemporáneo, Filadelfia (2018); MAK Center for Art and Architecture, Los Ángeles (2018); Bienal de Gwangju (2018, 2016); Museo de Arte Moderno y Contemporáneo, Seúl (2017); Villa Vassilieff, París (2016); Museo Nacional de Arte Moderno y Contemporáneo, Gwacheon (2016); Pabellón Audiovisual, Seúl (2015); Museo de Arte de Seúl (2014); Gallery Factory, Seúl (2013); Casa Vieja, Seúl (2013); y Bloomberg New Contemporaries, Londres (2012). Recibió el Premio de Arte Baloise (2018) y el Premio de Arte Songeun (2013).
En 2022 Kang realizó dos exposiciones individuales en el Museo Leeum.

## Premios
Kang recibió un premio Baloise Art Prize en 2018. También fue preseleccionada para el SongEun Art Award en 2013-2014.

## Colecciones
El trabajo de Suki Seokyeong Kang está incluido en las colecciones permanentes del Museo de Arte del Condado de Los Angeles; en el Museo Nacional de Arte Moderno y Contemporáneo, Seúl; Centro de Arte Walker, Minneapolis; Museo de Arte Leeum Samsung, Seúl; Museo de Arte de la Universidad de Princeton, Princeton; MUDAM Luxemburgo; Museo de Arte de Seúl, Corea; Museo Arario, Seúl; Colección Booth-Universidad de Chicago, Chicago; National Art Bank, Corea, entre otros.

## Publicaciones
- Suki Seokyeong Kang (2019). Suki Seokyeong Kang: Black Mat Oriole. Institute of Contemporary Art, University of Pennsylvania & Roma Publications. p. 240. ISBN 978-94-92811-54-7.